# Dobra Nowina według Mateusza i Marka
Dobra Nowina według Mateusza i Marka – przekład na język polski Ewangelii Mateusza i Ewangelii Marka z komentarzem, dokonany przez Władysława Witwickiego, w którym m.in. kwestionuje on zdrowie psychiczne Jezusa. Napisany został w 1942 roku, wydany w Warszawie w 1958 nakładem Państwowego Wydawnictwa Naukowego . Przez niektórych religioznawców został on uznany za dzieło o doniosłym znaczeniu dla polskiego religioznawstwa oraz próbę interpretacji genezy chrześcijaństwa cenną ze względu na walory poznawcze, filologiczne i psychologiczne, lecz zebrał także głosy krytyczne.

## Ogólna charakterystyka
Przekład Witwickiego stanowi stosunkowo wierne odtworzenie (z oryg. greka koine) autentycznego języka tekstów ewangelii. Jednym z jego celów było dotarcie do pierwotnej formy Ewangelii Mateusza i Ewangelii Marka, do „języka ludowego, mówionego”, nie zniekształconego przez późniejsze zabiegi literackie. Autorowi przekładu chodziło o oczyszczenie ewangelii z aparatu interpretacyjnego instytucji religijnych (podkreślających ich wymiar boski) i zwrócenie ich kulturze świeckiej. Dokonał tego poprzez podkreślenie ich wymiaru ludzkiego. Podobnie jak w objaśnieniach do poczynionych przez niego przekładów dialogów Platona, również w przypadku Dobrej Nowiny Witwicki stosował analizę semiotyczną. Na podstawie cech wypowiedzi wnioskował o przeżywanych uczuciach, cechach charakteru, stosunku do innych uczestników dialogu, stylu myślenia, preferowanych  metodach prowadzenia sporów, itp.
O psychice Jezusa (Witwicki przyjmuje koncepcję jego historyczności) pisze:

Tu mamy na każdym kroku do czynienia z rozdwojeniem wewnętrznym, z osobistą realizacją poezji czytanej, z przekonaniami nieodpartymi, które nie pochodzą ze spostrzeżeń uważnie kontrolowanych, tylko się rodzą same, z odczuciem swojej potęgi nadludzkiej i misji dziejowej, z przymusami wewnętrznymi, z nieliczeniem się z powagami i sugestiami otoczenia, z zaburzeniami w konflikcie z otoczeniem.

Tłumaczenie zostało opatrzone obszernym komentarzem Witwickiego, zawierającym analizę psychologiczną tekstu oraz osób w nim występujących. Witwicki postawił sobie za główne zadanie odtworzenie psychologicznych portretów postaci ewangelistów, a zwłaszcza sylwetki głównego bohatera ewangelii – Jezusa. Komentarz jest w istocie psychobiografią Jezusa. Według Witwickiego Jezusa cechował subiektywizm wyrażający się „w patrzeniu na wartości wyłącznie z własnego punktu widzenia i narzucanie ich innym”, krótkowzroczność wynikająca ze skupienia na sobie, nietolerancyjny stosunek do religijnych i ideowych przeciwników:

W stosunku do Żydów biednych, małych i wierzących był zawsze łaskawym dobroczyńcą; w stosunku do opornych, krytycznych, potężnych przeciwników, niemiłosierny i skrajny.

Komentując mowę Jezusa przeciwko uczonym w Piśmie i faryzeuszom (Mt 23, 13–36), pisze:

Wielki wybuch skrajnej niechęci, chociaż to za słabe słowo, przeciwko uczonym w Piśmie i Faryzeuszom. Niepohamowany bezsilny gniew dyktuje tu obelgi, za które w Kazaniu na Górze groziło piekło każdemu. Wyrok potępienia wydany w formie ogólnej i skrajnej bez przesłuchania i obrony i bez litości i bez miłosierdzia. Wzmożone poczucie mocy i godności boskiej, która zamiast uznania i poddania się, napotkała na opór i krytykę.

Witwicki przypisuje Jezusowi silny egocentryzm oraz poczucie wyższości wobec ludzi, traktowanie ich przedmiotowo; drażliwość na punkcie własnego statusu i brak empatii wobec potrzeb innych ludzi, oschłość uczuciową oraz trudności w kontakcie ze światem. A także rozdwojenie jaźni, czyniące zeń typ schizotymiczny (według Ernsta Kretschmera) czy wręcz schizofreniczny. Stwierdza jednocześnie spójność rysującego się w tekście literackim obrazu, co pozwala domniemywać o istnieniu jego odpowiednika w osobie historycznego Jezusa z Nazaretu.
Interpretację postaci Jezusa z ewangelii Mateusza i Marka Witwicki kontynuował podczas zajęć ze studentami Uniwersytetu Warszawskiego w ramach ostatniego prowadzonego przez siebie seminarium w latach 1946–1948 (w swoim domu w Konstancinie).